# Chittagong (Division)
Die Division Chittagong (Bengalisch: চট্টগ্রাম বিভাগ, Caṭṭagrām bibhāg, Chattagram Bibhag) ist eine von acht Verwaltungseinheiten Bangladeschs, die den Distrikten übergeordnet und nach ihrer jeweilig größten Stadt benannt sind.

## Geographie
Mit einer Fläche von 33.771,13 km² umfasst die Division Chittagong als größte Verwaltungseinheit den überwiegenden Teil des Südostens von Bangladesch. Die Verwaltungshauptstadt der Division ist die Hafenmetropole Chittagong, nach der die Provinz benannt ist.
Im Osten der Division liegen die Chittagong Hill Tracts, eine autonom verwaltete Provinz, innerhalb der drei Distrikte Khagrachhari, Rangamati und Bandarban. Im Gegensatz zum Rest Bangladeschs ist diese Region hügelig und von einem dichten Urwald überzogen. In ihr stehen mit dem Mowdok Mual (1045 m), dem Zow Tlang (999 m), dem Dumlong (997 m) und dem Keokradong (980 m) die höchsten Berge Bangladeschs.
Zur Division Chittagong zählen auch einige der im Golf von Bengalen liegenden Inseln, darunter im Norden westlich des Gangesdeltas die Inseln Hatiya und Sandwip sowie im Süden vor der Küste des Distrikts Cox’s Bazar die Inseln Kutubdia, Maheshkhali und St. Martin’s Island.

## Nachbargebiete
Die Division Chittagong grenzt im Norden an die Verwaltungseinheiten Dhaka und Sylhet sowie an den indischen Bundesstaat Tripura, im Osten liegen zudem der indische Bundesstaat Mizoram sowie die myanmarische Provinz Chin, im Süden der Golf von Bengalen und die ebenfalls myanmarische Provinz Rakhaing und im Westen die nationale Verwaltungseinheit Barishal.

## Verwaltungsgliederung

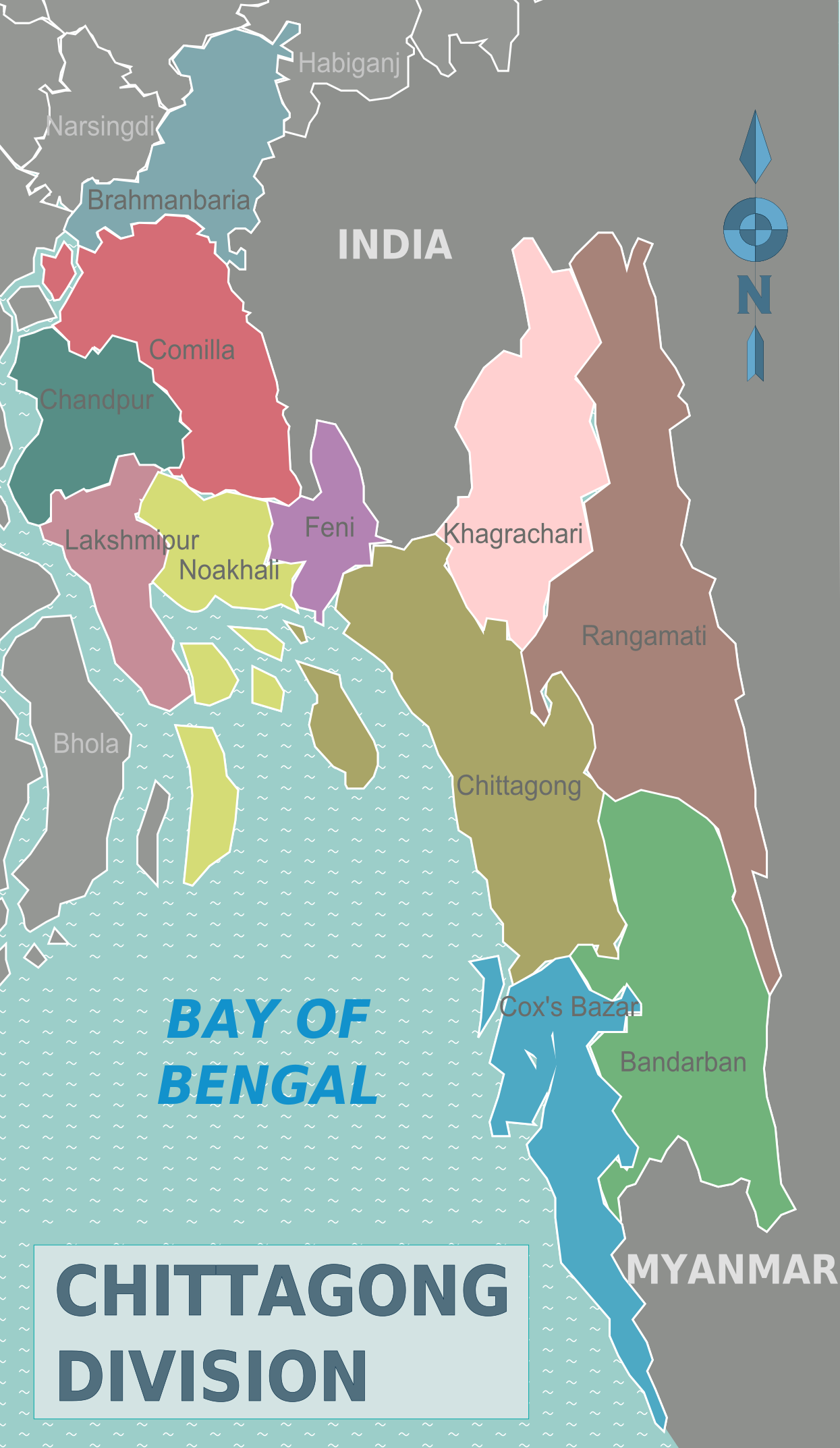
Verwaltungsgliederung der Division Chittagong

Die Division Chittagong setzt sich zusammen aus 11 Distrikten, 34 Stadtverwaltungen und zahlreichen lokalen Subverwaltungskategorien.
Die 11 Distrikte sind (mit Daten von 2011):
| Distrikt            | Bengalischer Name | Bevölkerung in 1000 | Fläche in km² | Einwohner/km² |
| ------------------- | ----------------- | ------------------- | ------------- | ------------- |
| Bandarban           | বান্দরবান            | 383                 | 4.479         | 86            |
| Brahmanbaria        | ব্রাহ্মণবাড়ীয়া          | 2.808               | 1.927         | 1.457         |
| Chandpur            | চাঁদপুর              | 2.393               | 1.704         | 1.404         |
| Chittagong          | চট্টগ্রাম            | 7.509               | 5.283         | 1.421         |
| Cox’s Bazar         | কক্সবাজার            | 2.275               | 2.492         | 913           |
| Feni                | ফেনী                | 1.420               | 928           | 1.530         |
| Khagrachhari        | খাগড়াছড়ি             | 608                 | 2.700         | 225           |
| Kumilla             | কুমিল্লা              | 5.304               | 3.085         | 1.719         |
| Lakshmipur          | লক্ষীপুর             | 1.711               | 1.456         | 1.175         |
| Noakhali            | নোয়াখালী              | 3.072               | 3.601         | 853           |
| Rangamati           | রাঙ্গামাটি             | 596                 | 6.116         | 97            |
| Division Chittagong | চট্টগ্রাম বিভাগ        | 28.079              | 33.771        | 831           |

## Bevölkerungsentwicklung
Die Bevölkerungszahl der Division Chittagong steigt an und dürfte im Jahre 2015 die Marke von 30 Mio. Einwohnern überschritten haben.
| Jahr           | Einwohnerzahl |
| -------------- | ------------- |
| Zensus 1991    | 20.522.908    |
| Zensus 2001    | 24.290.384    |
| Zensus 2011    | 28.423.019    |
| Schätzung 2016 | 31.980.000    |